# 1958 en droit
Cet article présente les faits marquants de l'année 1958 en droit.

## Événements

### Septembre
- 28 septembre : adoption par référendum d'une nouvelle Constitution pour la France. Dans les colonies françaises, ce référendum vise également à la création de la Communauté française. Seule la Guinée vote « non » et accèdera à l'indépendance.

### Octobre
- 2 octobre : la Guinée, qui a rejeté le référendum du 28 septembre, accède officiellement à l'indépendance.
- 4 octobre : promulgation de la nouvelle Constitution pour la France qui passe ainsi sous la Cinquième République (France) de son Histoire.

### Décembre
- 4 décembre : proclamation de la République du Dahomey, qui fait partie de la Communauté française.